# Ana Carolina Reston
Ana Carolina Reston Macan (Jundiai, 4 juni 1985 –  São Paulo, 15 november 2006) was een Braziliaans topmodel.
Reston werd geboren in een middenklassengezin in een voorstadje van São Paulo. Ze begon als dertienjarige met haar modelcarrière nadat ze een schoonheidswedstrijd in haar woonplaats had gewonnen. Ze stond onder contract bij gerenommeerde modellenbureaus als Ford, Elite en L'Equipe. Zo was ze onder meer te zien in een advertentie van Giorgio Armani.
Reston leed aan anorexia nervosa en boulimie. Op 25 oktober 2006 werd ze na nierfalen opgenomen in het ziekenhuis. Ze woog toen ongeveer 40 kilogram, wat gezien haar lengte van 1m72, neerkwam op een Body Mass Index van 13,2. In het ziekenhuis verslechterde haar lichamelijke conditie snel verder en viel ze nog eens 4 kilogram af. Volgens doktoren waren alle vitale organen aangetast door de anorexia. Ana Carolina Reston at alleen nog appels en tomaten. Ze overleed op 21-jarige leeftijd in haar thuisstad São Paulo.